# 细浦里站
細浦里站（韓語：세포리역）是朝鮮民主主義人民共和國咸鏡南道乐园郡細浦里的一個鐵路車站，属于平罗线。

## 邻近车站
平罗线
乐园站 - 細浦里站 - 羅山站